# Lars Jørgen Madsen
Pour les articles homonymes, voir Madsen.
Lars Jørgen Madsen, né le 19 juillet 1871 à Vordingborg et mort le 1er avril 1925 à Randers, est un tireur sportif danois.

## Carrière
Lars Jørgen Madsen remporte la médaille d'or aux épreuves de tir aux Jeux olympiques d'été de 1900 se tenant à Paris en rifle d'ordonnance à 300 mètres debout. Aux Jeux olympiques d'été de 1912 à Amsterdam, il est médaillé d'argent en carabine libre à 300 m trois positions et médaillé de bronze en carabine libre par équipes. Aux Jeux olympiques d'été de 1920 à Anvers, il remporte l'or en carabine libre à 300 m debout par équipes, ainsi que l'argent en carabine d'ordonnance debout à 300 m.